# Ignazio Donati
Ignazio Donati (Casalmaggiore, devers 1575 - Milà, 21 de gener de 1638) fou un compositor del Renaixement.
Va viatjar mol. Ha sigut organista a Pesaro el 1600. Fou mestre de capella de l'Acadèmia de l'Esperit Sant a Ferrara, després en la seva ciutat nadiua de 1618 a 1623, de 1623 a 1629 a la catedral de Novara i per acabar, a la catedral de Milà, on va tenir entre altres alumnes en Claudio Merulo. Deixà misses, motets, salms concerts, lletanies i madrigals.
Amb el pseudònim Auriga era membre de l'Acadèmia dels Filomeni.